# Dial-up
Dial-up je vrsta pristupa internetu pomoću telefonske linije. Korisnik koristi modem koji je povezan sa računarom i telefonskom linijom da bi birao broj Internet provajdera prilikom koje se uspostavlja veza između modema, koji je kasnije usmeren prema internetu.
Britanska kompanija „Britanski Telekom“ je 1. septembra 2013. godine ukinula pristup internetu preko dial-up veze.

## Dial-up tehnologije
Prvi modem (MOdulator DEModulator) se pojavio 1979, i tada je počelo dial-up povezivanje na internet. Koreni dial-up-a se mogu naći još u doba telegrafa, gde su se impulsi slali žicom tapkajući prekidač. Glavna uloga modema je da signal dobijen iz kompjutera pretvori u analogni signal (Moduliranje) koji se kasnije može prenositi telefonskom žicom i obratno (Demoduliranje).
Signal prolazi kroz jednu analognu konverziju. Zbog toga što je konverzija urađena na korisničkoj strani, protok podataka je ograničen na V.34 brzine. Podaci koji dolaze sa pristupnog servera nemaju problema sa šumom koji bi se pojavio pri analognoj konverziju, pa tako podaci mogu biti poslati pri mnogo većim brzinama. Dakle, korisnik može primati podatke pri v.90 brzinama ali ih može slati samo po V.34 brzinama. Protok podataka kroz modem je sledeći:
Iz DTE-a (Data terminal equipment), podaci se šalju kroz UART (Universal asynchronous receiver/transmitter), koji kontroliše bufer i kontrolu protoka podataka sa računara. Kompresovani podaci se šalju u paketima, sa označenim zaglavljem zatim se šalju do DSP-a (Digital signal processing). Podaci zatim idu do digatalno/analognog procesora, koji šalje podatke iz RJ11 (Standardni konektor) prema telefonskoj liniji. Prijem podataka se vrši u obrnutom redosledu. 
Ove tehnologije se dele prema metodama i načinu na koji se koristi telefonska linija.

### POTS ()
Telefonske linije za prenos glasa se zovu i POTS. One su sveprisutne, poznate i lako se dobijaju. Zvuk prenesen ovim servisom se obrađuje 8.000 puta po sekundi (koristeći 8 bita po uzorku), pri konverziji u digitalan oblik, da bi se zvuk mogao prenositi na 64 kbps kanalu.
Za kodiranje i dekodiranje glasa je zadužen deo opreme koji se zove CODEC. CODEC je bio neophodan da bi omogućio kompatibilnost sa starijim analognim telefonima koji su već bili u široj upotrebi.
Dial-up konecije ovom metodom su ograničene brzinom od 33.600 bita po sekundi (33,6kbps) pomoću modema.

### BRI ()
Namenjeno za kućnu upotrebu, ova aplikacija ISDN-a koristi iste POTS linije, ali omogućuje direktnu digitalnu konekciju sa telefonskom mrežom. BRI interfejs ima dva B (bearer) kanala za prenos podataka, i jedan D (delta) kanal za prenos upravljačkih i signalnih informacija. Svaki B kanal je 64k linija. Individualni 64k kanali telefonske mreže se zovu i DS0 (digital service 0).
TDM (time division multiplexing) ili vremensko multipleksiranje omogućuje da se viže kanala šalju u jednoj liniji.

### T1/E1
T1/E1 linije su dizajnirane za poslovna okruženja. T1 omgućava da se 24 TDM kanala šalju preko kabla sa 2 para bakarnih žica. E1 pruža 32 kanala, od kojih je jedna predviđena za sinhronizaciju.
Brzina T1 linije je do 1.544 Mbps, dok je brzina E1 2.048 Mbps.

#### PRI ()
T1 PRI servis omogućava 23 B kanala pri 64 kbps sa cenom jednog D kanala (24. kanal) za signaliziranje poziva.
E1 PRI servis omogućava 30 kanala, ali koristi 16. kanal za ISDN signaliziranje. PRI servis je ISDN konekcija.

#### CAS ()
T1 CAS linije imaju 24 56k kanala, deo svakog kanala se koristi za signaliziranje poziva.
E1 CAS i dalje koristi samo 16. kanal za signalizaciju poziva.
CAS nije ISDN interfejs, dozvoljava samo analognim pozivima pristup serveru.

## Dostupnost
Dial-up ne zahteva nikakvu drugu infrastrukturu osim telefonske linije. Kako su telefonske priključnice dostupne širom sveta, dial-up ostaje veoma upotrebljiv ljudima koji putuju. Dial-up je obično jedini izbor dostupan za mnoga seoska i udaljena mesta, gde je dobijanje širokopojasne konekcije gotovo nemoguće usled male populacije i potražnje. Ponekad je dial-up pristup alternativa za ljude koji imaju ograničen budžet, međutim širokopojasni pristup internetu sada postaje sve dostupniji i jeftiniji.
Dial-up-u je potrebno vreme kako bi uspostavio konekciju (u zavisnosti od lokacije ovo može potrajati od nekoliko sekundi do nekoliko minuta). Ovo uspostavljanje veze koristi telefonske impulse, što znači da se svaki impuls dodatno naplaćuje. 
Dial-up pristup je privremena konekcija, zbog toga što će konekcija biti prekinuta ili od strane kosrisnika ili internet provajdera. Internet provajderi često stavljaju vremenska ograničenja na konekcije da bi sprečili zagušenje mreže, i prekinuće konekciju prema korisniku zahtevajući od njega da ponovo uspostavi vezu.

## Performanse
Moderni dial-up modemi tipično imaju maksimalnu teorijsku brzinu od 56 kilobita po sekundi (pri korišćenju V.90 ili V.92 protokola), međutim u većini slučajeva je 40-50 kbit/s realna brzina. Faktori kao šum telefonske linije kao i kvalitet samog modema igraju važnu ulogu u odlučivanju brzine. Neke konekcije mogu biti i spore oko 20 kbit/s u situacijama gde se telefonska linija često koristi, kao na primer u hotelu.
Dial-up konekcije obično imaju veliko zakašnjenje (latency) koje može ići i do 400 ms ili gore, što može učiniti igranje online igrica jako teškim, ako ne i nemogućim. 

### Korišćenje kompresije podataka da bi se prevazišlo 56k
Današnji V.42, V.42bis standardi omogućavaju modemu da prenosi podatke brže nego što bi to osnovna brzina dozvolila. Na primer, 53,3 kbit/s konekcija sa V.44 može da prenese 53,3*6 == 320 kbit/s čistog teksta. Postoji jedan problem, kompresija postaje bolja i lošija tokom vremena zbog smetnji na liniji, ili zbog prenosa već kompresovanih podataka (ZIP fajlovi, JPEG slike, MP3 audio, MPEG video). U jednom trenutku će modem prenositi podatke brzinom približnom 50 kbit/s, nekompresovane fajlove pri 160 kbit/s, ili čist tekst pri 320 kbit/s, ili bilo kojom brzinom između ovih. U ovakvim situacijama se koristi memorija modema, buffer, da bi sačuvao podatke dok se kompresuju i šalju telefonskom linijom.